# Ksenofont Ilakovac
Ksenofont Ilakovac, hrvaški fizik, pedagog in akademik (16. avgust 1928, Zagreb. – 30. april 2024, Zagreb).
Ilakovec je bil profesor (od 1998 professor emeritus) na Naravoslovno-matematični fakulteti v Zagrebu; bil je član Hrvaške akademije znanosti in umetnosti.